# RTL4
RTL4 (англ. Retrotransposon Gag like 4) – білок, який кодується однойменним геном, розташованим у людей на довгому плечі X-хромосоми. Довжина поліпептидного ланцюга білка становить 310 амінокислот, а молекулярна маса — 34 685.
| 10         |  | 20         |  | 30         |  | 40         |  | 50         |
| ---------- |  | ---------- |  | ---------- |  | ---------- |  | ---------- |
| MEKCTKSSST |  | MQVEPSFLQA |  | ENLILRLQMQ |  | HPTTENTAKR |  | GQVMPALATT |
| VMPVPYSLEH |  | LTQFHGDPAN |  | CSEFLTQVTT |  | YLTALQISNP |  | ANDAQIKLFF |
| DYLSQQLESC |  | GIISGPDKST |  | LLKQYENLIL |  | EFQQSFGKPT |  | KQEINPLMNA |
| KFDKGDNSSQ |  | QDPATFHLLA |  | QNLICNETNQ |  | SGQFEKALAD |  | PNQDEESVTD |
| MMDNLPDLIT |  | QCIQLDKKHS |  | DRPELLQSET |  | QLPLLASLIQ |  | HQALFSPTDP |
| PPKKGPIQLR |  | EGQLPLTPAK |  | RARQQETQLC |  | LYCSQSGHFT |  | RDCLAKRSRA |
| PATTNNTAHQ |  |            |  |            |  |            |  |            |

A: Аланін

C: Цистеїн

D: Аспарагінова кислота

E: Глутамінова кислота

F: Фенілаланін

G: Гліцин

H: Гістидин

I: Ізолейцин

K: Лізин

L: Лейцин

M: Метіонін

N: Аспарагін

P: Пролін

Q: Глутамін

R: Аргінін

S: Серин

T: Треонін

V: Валін

Білок має сайт для зв'язування з іонами металів, іоном цинку. 